# فلاو (لعبة فيديو)
فلاو (بالإنجليزية: flOw)‏ هي لعبة فيديو إلكترونية من نوع فرض لعبة المحاكاة ، أنشأها جينوفا شين ونشره شركتي أدوب فلاش وسوني كمبيوتر إنترتنمنت عام 2006م.

## وصلات خارجية
- فلاو على موقع IMDb (الإنجليزية)
- Playable Flow Flash game
- Jenova Chen's official website
- Thatgamecompany's Flow page